# 2000 CN72
2000 CN72 är en asteroid i huvudbältet som upptäcktes den 6 februari 2000 av den kroatiska astronomen Korado Korlević vid Višnjan-observatoriet.
Asteroiden har en diameter på ungefär 6 kilometer och den tillhör asteroidgruppen Koronis.